# メトロセクシャル
メトロセクシャル（英語：Metrosexual）とは、外見や生活様式への強い美意識を持ち、そこに多大なる時間と金を注ぎこむ男性のこと。強いて訳せば、｢都会の性意識｣となる。
理美容室で髪を整えて、スキンケアやファッションに時間とお金を使う、といった像が一般的に理解されている。近年は男性用のエステやファッションが成熟し、男性にも生活やルックスにおいて美意識を持つことが定番になっている。ただ「メトロセクシャル」とは造語であって、すべてが当てはまるわけではなく、近年においては男性のファッションが変化してきていることもあり、一概に以上の観点に当てはまるといって「メトロセクシャル」と呼べるわけではない。
1994年にマーク・シンプソンが『インディペンデント』誌の記事で用いたのが最初で、これが2000年代に広まった。
この言葉に呼応するかのように、複数の言葉が登場した。その中でも最も広く使われている言葉は｢レトロセクシャル｣であろう。レトロセクシャルとは、メトロセクシャルとは正反対の人々で、外見に拘ることを嫌う人々である。他にも｢ウーバセクシャル(Übersexual) ｣という言葉がある。ジョージ・クルーニー、ユアン・マクレガー、ボノなどがウーバセクシャルと呼ばれているが、かつて彼らはメトロセクシャルの代表的人物と言われた者たちであることから、メトロセクシャルとウーバセクシャルという言葉の違いは、それほど大きなものではないことがわかる。レトロセクシャルという言葉に触発されて、｢スモセクシャル｣や｢タイロセクシャル｣という言葉を用いた者もいた。これらは一般的な用語として受け入れられるには至っていない。